# Cerdistus elegans
Espèce
Cerdistus elegans est une espèce d'insectes diptères prédateurs de la famille des Asilidae, de la sous-famille des Asilinae et de la tribu des Asilini. Elle est trouvée en Tunisie.